# Ариан Next
Ариан Next — условное название, используемое для следующего за Ариан-6 перспектиного поколения многоразовых ракет-носителей Ариан.
Целью проекта является снизижение стоимость запуска вдвое по сравнению с Ариан-6. Для её достижения планируется возможность использования топливной пары метан-кислород и многоразовость. Исследования проводятся на основе проектного подхода с учетом высокой степени стандартизации архитектуры, поскольку это позволит значительно сократить расходы на разработку и эксплуатацию.
В Ариан Next планируется использовать наработки полученные в результате работ над демонстраторами технологий:
- CALLISTO
- Многоразовый двигатель Prometheus (Прометей), работающий на жидком кислороде и метане.
- Многоразовая первая ступень Themis (Фемида)[3]